# Vetterli Mod. 1870
Il Vetterli Mod. 1870 fu un fucile a retrocarica progettato dallo svizzero Federico Vetterli ed impiegato dal Regio Esercito italiano.

## Storia
Negli anni successivi alla proclamazione del Regno d'Italia si presentò l'esigenza di sostituire il Carcano Mod. 67 ad ago. Nel 1869 una commissione, su impulso dal ministro della guerra Cesare Francesco Ricotti-Magnani, valutò i fucili a ripetizione manuale con bossolo metallico Burto, Valdocco, Vetterli, Pieri e Remington. La scelta cadde sul fucile a otturatore girevole-scorrevole svizzero Vetterli Mod. 1869, un'arma a ripetizione con serbatoio tubolare da 11 colpi. Da un lato le finanze del giovane Regno stremate dall'unificazione, dall'altro la poca lungimiranza dei Generali che temevano un eccessivo spreco di proiettili da parte dei soldati, portarono il Regio Esercito ad acquisire una versione monocolpo denominata Vetterli Mod. 1870 o Vetterli italiano, oltretutto più semplice ed economico da produrre. L'arma era camerata nel 10,35 × 47 mm R a polvere nera originario, ma a differenza degli svizzeri, che adottavano la cartuccia a percussione anulare, gli italiani preferirono la cartuccia a percussione centrale, in modo da poter ricaricare i preziosi bossoli in rame.
L'arma fu adottata ufficialmente l'11 agosto 1871 nelle versioni Fucile per la fanteria e Moschetto da cavalleria, seguiti poi dal Moschetto per truppe speciali e dal Moschetto da Carabinieri Reali. Già nel decennio successivo emerse l'inferiorità della soluzione monocolpo, cosicché si studiarono diverse soluzioni per modificare i Mod. 1870 monocolpo in fucili a ripetizione manuale, applicando un serbatoio. La Regia Marina, per la sua fanteria di marina, adottò la modifica proposta dal capitano del genio Giovanni Bertoldo, applicando un serbatoio tubolare da 8 colpi al Mod. 1870, creando così il Vetterli-Bertoldo Mod. 1870/82. Il Regio Esercito invece scelse la soluzione proposta dal capitano di artiglieria Giuseppe Vitali, che progettò il leggendario Vetterli-Vitali Mod. 1870/87 con serbatoio da 4 colpi. La modifica fu estesa a circa 400.000 armi in tutte e quattro le versioni, che furono impiegata fino alla prima guerra mondiale dalla Milizia territoriale e dalle truppe sedentarie, mentre per la Milizia mobile venne apportata un'ulteriore modifica, ricamerando i Mod. 1870/87 per la nuova ordinanza 6,5 × 52 mm Mannlicher-Carcano, ottenendo così il Vetterli-Vitali Mod. 1870/87/16. I Vetterli monocolpo non convertiti invece equipaggiarono le truppe coloniali italiane. Alcuni esemplari finirono la loro carriera nei poligoni del tiro a segno, ricalibrati in .22 LR.

## Tecnica

### Fucile Mod. 1870
La versione Fucile, destinata alla fanteria, è lunga 134,9 centimetri senza baionetta. La canna a 4 righe destrorse, lunga 86,2 centimetri, è cilindrica e diventa ottagonale vicino alla culatta. Superiormente è avvitato l'alzo con zoccolo ad alette: il primo tipo è tarato a 2, 4, 6, 8 e 10 ettometri, mentre dal 1881 viene adottato l'alzo tipo "Vecci" (la stessa poi montata sul Vetterli-Vitali Mod. 1870/87, sempre ad alette, tarato da 200 a 1600 metri con scatti da un ettometro. Presso la volata è fissato il mirino e, sul lato destro, ricavati dal vivo della canna, i due fermi per la sciabola-baionetta. Il foro di espulsione e di caricamento sul blocco di culatta è protetto da uno sportello anti-polvere cilindrico, che si chiude verso destra, comandato da un pulsante di sblocco zigrinato, a protezione del foro d'espulsione. L'otturatore è uguale a quello dell'originale svizzero ed è caratterizzato dalla grossa sporgenza posteriore, contenente la grande molla a spirale del percussore. Esso, azionato da un manubrio a leva diritta, è munito di estrattore per il bossolo metallico, che viene espulso con l'arretramento dell'otturatore da un piolo estrattore. A differenza del Carcano Mod. 67, l'armamento del percussore avviene automaticamente con l'apertura e l'arretramento dell'otturatore. Sull'impugnatura del calcio, sotto ed a destra dell'otturatore, è presente la levetta della sicura "Clavarino", sostituita dal 1884 con la più affidabile sicura "Vitali". La cassa è in noce ed è unita alla canna da due fascette; una maglietta è fissata sulla fascetta posteriore, mentre l'altra è fissata sotto al calcio. Un bocchino metallico avvolge l'estremità del fusto, che è forato per accogliere la bacchetta nettatoia in acciaio, terminante con una cruna per lo scovolino. Il ponticello del grilletto è munito di appoggio per il dito medio.
Ruotando verso l'alto il manubrio dell'otturatore ed arretrandolo completamente si estrae il bossolo spento ed automaticamente si arma il percussore. Inserito il singolo colpo, si spinge in avanti l'otturatore contro la culatta e lo si porta in chiusura ruotandolo verso destra. L'arma è così pronta a sparare.
- peso dell'arma senza baionetta: 4,100 g;
- lunghezza dell'arma senza baionetta: 1.349 mm;
- alzo a ritto graduato fino alla distanza: 1.600 m;

### Moschetto da Cavalleria Mod. 1870

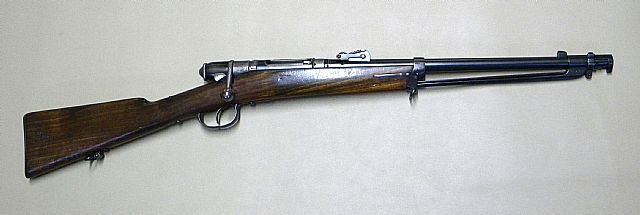
Un Moschetto da Cavalleria Mod. 1870 con baionetta riposta.

Venne adottato con atto del 1º luglio 1872 e distribuito ai cavalieri non armati di lancia. L'arma con le stesse caratteristiche dei precedenti, differisce per la mezza cassa con il bocchino che funge da fascetta e regge la maglietta anteriore della bandoliera; inoltre è munita di baionetta a ghiera con lama a sezione cruciforme; quando non inastata normalmente, viene inastata al rovescio, in modo da inserire la lama in un'apposita scanalatura sul fusto della cassa. La bacchetta nettatoia è custodita in un apposito recesso nella pala del calcio, chiuso da un apposito sportellino metallico. L'alzo ad alette è limitato a 1000 metri.
- lunghezza dell'arma senza baionetta: 928 mm;
- alzo a ritto graduato alla distanza di: 1.000 m

### Moschetto per Truppe Speciali Mod. 1870
Il Moschetto TS è simile al Fucile, dal quale differisce per la minore lunghezza della canna e quindi della cassa, unite da una sola fascetta; più corta è ovviamente anche la bacchetta, collocata nel fusto della cassa. Il ponticello del grilletto è privo dell'appoggio per il medio. Inizialmente montava un alzo a fogliette tarato fino ad 800 metri, poi dal 1885 fu dotato dell'alzo a quadrante con zoccolo ad alette tipo "Vecci" tarato a 1600 metri, lo stesso del Fucile da fanteria. Inizialmente assegnato agli zappatori di fanteria, in seguito fu distribuito al genio e all'artiglieria.
- lunghezza dell'arma senza baionetta: 1.097 mm
- lunghezza della canna: 606 mm
- peso: 3,550 kg
- lunghezza della canna: 610 mm

### Moschetto da Carabinieri Reali Mod. 1870

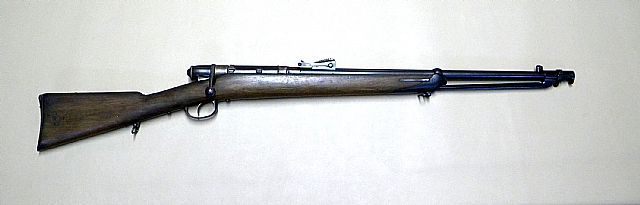
Un Moschetto per CC.RR. con baionetta riposta.

Assegnato ai Carabinieri Reali con nota del 23 settembre 1886, era unico sia per i carabinieri a piedi che per i carabinieri a cavallo. Simile al Moschetto da cavalleria Mod. 1870, con la sola fascetta del bocchino, la bacchetta nel calcio e la baionetta a ghiera. Differisce per la maggiore lunghezza della canna e per il bocchino arrotondato. Provvisto di alzo graduato a 1600 metri.

### Moschetto da Carabinieri-Guardie del Re Mod. 1870
Differisce dal Moschetto per CC.RR. per la presenza della bacchetta posta in un foro della cassa e per le forniture in bronzo.

## Le baionette
Con l'adozione del Vetterli si decise di non adottare le baionette originale svizzere, ma vennero progettate e realizzate dagli arsenali di stato italiani.

### Sciabola-baionetta Mod. 1870

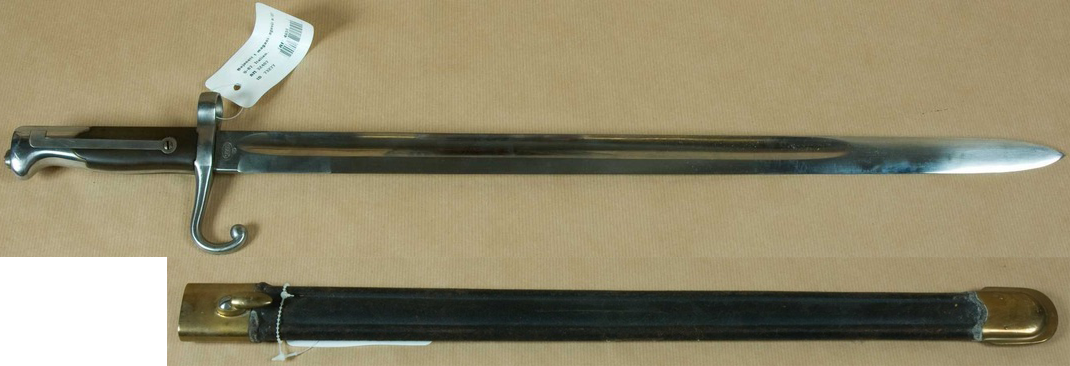
Baionetta e fodero per il fucile Vetterli-Vitali.

Il Fucile per la fanteria era equipaggiato, come le armi coeve, con una sciabola-baionetta, ovvero un'arma bianca che secondo le dottrine dell'epoca doveva servire sia da sciabola nel corpo a corpo, sia come baionetta per trasformare i lunghi fucili del tempo in temibili picche. La Sciabola-baionetta Mod. 1870, adottata nel 1871, ha una lama d'acciaio lunga 52 cm, con filo e controfilo e sguscio a profilo rettangolare su entrambi i lati. La guardia a crociera è in ferro, con un braccio ricurvo verso la lama terminante in un pomello sferico, mentre l'altro braccio presenta all'estremità un anello che impegna la volata del fucile quando la baionetta è inastata. L'impugnatura, con guancette in galalite fissate con due viti, presenta una scanalatura longitudinale a T che funge da guida per i fermi della baionetta posti sul lato destro della canna, con un piolo trasversale a molla esterna a lamina. Per liberare la baionetta si agisce su un pulsante su un lato dell'impugnatura, che spinge fuori dalla scanalatura l'estremità del piolo, permettendo così di sfilare anteriormente la baionetta. Il fodero, in cuoio nero, ha i fornimenti in ottone e si fissa alla taschetta porta-baionetta tramite un bottone semisferico o ovale.
Questa baionetta, con lievi differenze tra arsenale ed arsenale, fu ampiamente modificata contestualmente alla modifica dei Vetterli Mod. 1870 in Vetterli-Vitali Mod. 1870/87 prima ed in Vetterli-Vitali Mod. 1870/87/16 poi.

### Sciabola-baionetta da truppe speciali Mod. 1870
Per il più compatto Moschetto TS Mod. 1870 venne adottata una versione modificata della precedente baionetta: l'impugnatura rimane immodificata mentre la lama risulta accorciata a 28 centimetri.

### Baionetta a ghiera per Moschetto da cavalleria e Moschetto da CC.RR.
I Vetterli in versione Moschetto da cavalleria Mod. 1870, Moschetto da Carabinieri Reali Mod. 1870 e Moschetto da Carabinieri-Guardie del Re Mod. 1870 montano una baionetta a ghiera (detta anche "a calza" o "a spiedo"), simile a quelle settecentesche. La lama è a sezione cruciforme ed è unita da un gomito ad un manicotto che può essere inserito sulla volata del moschetto in entrambi i sensi, in modo da avere o la baionetta inastata o la lama rivolta verso il moschetto, accolta in una scanalatura sotto al fusto della cassa in noce.